# Spedizione di Dhu Al-Ushairah
La Spedizione di Dhu Al-Ushairah  ebbe luogo nell'anno 2 dell'Egira del calendario islamico, tra i mesi di Jumādi al-Ūlā e Jumādi al-Ākhirah (novembre-dicembre 623 d.C.). Si trattava della sesta spedizione carovaniera e della terza "Ghazwah" (guidata dallo stesso Maometto) che ebbe luogo circa 2 mesi dopo la spedizione di Buwat.

## Località
Dhil ‘Ushayrah (ذي العشيرة) si trova a circa 9 manzil (160 km) di distanza dalla valle di Yanbu‘. La posizione esatta sulla mappa Google attuale è ancora sconosciuta. Un team arabo sta lavorando per individuare il luogo in cui si è svolta la Ghazwa di Ushayrah.

## Descrizione
Quando Maometto ricevette informazioni che una carovana Meccana diretta verso la Siria e guidata da Abū Sufyān ibn Ḥarb fosse in viaggio, radunò circa 150-200 volontari musulmani per intercettarla.
Avevano 30 cammelli che si scambiavano a turno. Attraversarono il territorio dei Banū Dīnār, poi superarono Fayfā’ al-Khabār o Khayyār e si accamparono sotto un albero nella valle di Ibn Azhar in un luogo chiamato Dhāt al-Sāq. Maometto pregò lì, dove in seguito fu costruita una moschea.
L'esercito poi proseguì, lasciando al-Khalā'iq alla loro sinistra e attraversando la gola di 'Abdullah. Da lì Maometto tenne la sinistra, scendendo lungo il sentiero di Yalyal dove incontrava al-Ḍabū'ah. Bevve del pozzo di al-Ḍabū'ah e poi attraversò la pianura di Malal fino a incontrare la strada a Ṣukhayrāt al-Yamām, per poi proseguire fino a raggiungere al-’Ushayrah, nella valle di Yanbu‘. Si aspettavano di tendere un'imboscata alla carovana in quel luogo.
Maometto sapeva quando questa carovana era partita dalla Mecca e si accampò lì per circa un mese aspettando che arrivasse al punto dell'imboscata. Ma la carovana Meccana era già passata alcuni giorni prima dell'arrivo dei musulmani.
Si trattava della stessa carovana guidata da Abū Sufyān che Maometto tentò di intercettare al suo ritorno dalla Siria due mesi dopo l'invasione di Dhi’l ‘Ushayrah, e fu la causa diretta dello scoppio della battaglia di Badr.
Mentre era via, Maometto lasciò Abu Salamah ibn 'Abd al-Asad al comando di Medina.
La sua bandiera era portata da Ḥamzah ibn ‘Abdu’l-Muṭṭalib.

## Esito
Maometto rimase ad al-‘Ushayrah per tutto il mese di Jumādā al-Ūlā e per alcune notti di Jumādā al-Ākhirah. Durante questa spedizione, Maometto stipulò un'alleanza con la tribù dei Banū Madlij/Mudlij, che abitava nei pressi di al-‘Ushayrah, attraverso un patto di non aggressione. La negoziazione fu facile perché i loro alleati, i Banū Ḍamrah, avevano già stipulato un accordo di pace con i musulmani. Maometto rinnovò anche un altro trattato precedentemente concluso con i Banū Ḍamrah durante la spedizione di Waddan.
Infine, Maometto tornò a Medina senza aver combattuto.

## La predizione della morte di ‘Alī
Secondo Ibn Ishaq, durante questa spedizione Maometto profetizzò l'assassinio di Alì ibn Abu Talib: